# Королевская академия Або
О современном учебном заведении см. Академия Або
Королевская академия А́бо (швед. Kungliga Akademien i Åbo; в современном шведском произносится как ку́нлига акаде́миен и о́бу [kˈuːnliga akadˈeminen i ˈoːbu]) — шведоязычный университет, существовавший в городе Або (Турку) с 1640 по 1827 год. Первое высшее учебное заведение на территории современной Финляндии.
В 1808 году, после присоединения Шведской Финляндии к Российской империи, Королевская академия Або была переименована в Императорскую академию Або.
В 1828 году, после опустошительного пожара в Або, академия была переведена в Гельсингфорс, где продолжила свою деятельность в качестве Императорского Александровского университета, считающегося её историческим преемником.

## История
Королевская академия Або была снована 26 марта 1640 г. в Або/Турку и на всех владениях шведской короны была третьим по старшинству учебным заведением после Упсальского и Дерптского университетов.
В 1802 г. вблизи Кафедрального собора было заложено новое здание Королевской академии Або, проект которого разработал известный стокгольмский архитектор Карл Христофер Гьёрвель. 23 марта 1808 года в связи с вводом в Турку российских войск, Королевская Академия была переименована в Императорскую академию Або. Строительство здания Академии завершал студенческий друг К. Х. Гьёрвеля — архитектор Карло Франческо Басси.
Новое здание Академии было готово к 1815 году. Оно отличалось монументальностью и аскетичностью: главный фасад обладал ризалитом, украшенным лишь треугольным фронтоном и рустовкой стены первого этажа. Значительно более парадным выглядел интерьер — большой зал на 500 человек размещался по главной оси ризалита. Богато орнаментированные своды поддерживались гранитными колоннами с капителями ионического ордера. Часть помещений нового параллелепидного здания освещалась двумя внутренними световыми дворами. На ризалите главного фасада здания ныне бронзовая доска с барельефным портретом К. Басси.
Опустошительный пожар, бушевавший в Або/Турку 4-5 сентября 1827 г. уничтожил более трех четвертей города. В огне погибли более 2,5 тысяч городских строений в том числе учебные корпуса, библиотека, коллекции и архив Императорской Академии Або. Как уполномоченный финского правительства знаменитый архитектор Карл Людвиг Энгель писал своему другу Херлиху:

Для Финляндии уже не восполнима гибель многочисленных архивов, а вместе с ними и всех манускриптов, отражающих древнюю историю страны … Академия, уничтоженная в пламени со всеми её научными собраниями, библиотеками, математическими инструментами, кабинетами природы и древних монет и другими многочисленными собраниями, прервет все научные исследования"..

Вплоть до конца 1700-х годов языком преподавания в Академии был латинский язык. Одним из известных выпускников Королевской Академии Або был Петрус Гюллениус, получивший диплом магистра в 1658 году и ставший позднее священником в Вермланде (Швеция).
После пожара Турку 1827 года Императорская Академия Або была переведена в Гельсингфорс и получила название Императорский Александровский университет.
Историческим преемником старой Королевской (Императорской) Академии Або правомочно считать Гельсингфорсский университет, а не новую Академию Або, вновь основанную после провозглашения независимости Финляндии в 1918 усилиями частных лиц и получившую государственный статус лишь 1 августа 1981 года.

## Канцлеры
- Пер Браге Младший (1640—1680)
- Сперанский, Михаил Михайлович (1810 — 17 марта 1812)
- Армфельт, Густав Мориц (1812—1814)

## Ректоры
- Авеллан, Йохан Хенрик (1822–1823)
- Фаттенборг, Ганс Генрих (1821—1822[2])
- Петреус, Эскиль (1640—1641)
- Аланус, Георг (1647—1648)
- Петреус, Эскиль (1649—1650)
- Аланус, Георг (1652—1653)
- Тилландс, Элиас (1676—1677)
- Тилландс, Элиас (1683—1684)
- Экеблад, Клас младший (1725—1726)
- Юслениус, Даниэль (1729—1730)
- Тилландер, Йохан (1752—1753)
- Меннандер, Карл (1753—1754)
- Местертон, Карл (1754—1755)
- Клевберг, Карл (1755—1764)
- Кальм, Пер (1756—1757)
- Кальм, Пер (1765—1766)
- Кальм, Пер (1772—1773)
- Местертон, Карл (1764—1765)Гартман, Габриэль Эрик[фин.] (1809—1820)